# Beaumont (Quebec)
| Beaumont                                 |                         |
| Igreja de Beaumont                       |                         |
| Coordenadas: 46º49'N, 71ºW               |                         |
| Província                                | Quebec                  |
| Região administrativa                    | Chaudière-Appalaches    |
| Incorporado em                           | 1 de julho de 1855      |
| Prefeito                                 | André Goulet            |
| Código postal                            | 19105                   |
|                                          |                         |
| Área                                     |                         |
| - Cidade                                 | 45,3 km², 18,2 mi²      |
| Fuso horário                             | UTC -5                  |
| População (2006)                         |                         |
| - Cidade                                 | 2.292                   |
| - Densidade                              | 51 hab/km², 126 hab/mi² |
| Website: www.municipalitedebeaumont.com/ |                         |

Beaumont (ex-Saint-Etienne-de-Beaumont) é uma municipalidade canadense do conselho  municipal regional de Bellechasse, Quebec, localizada na região administrativa de Chaudière-Appalaches. É também um dos mais antigos municípios no Canadá. É uma pequena cidade que se caracteriza economicamente pela agricultura e por suas pequenas empresas que servem a população local.